# 龙与地下城
《龙与地下城》（简称或），是一款奇幻背景的角色扮演游戏，並且是世界上第一个商业化的桌上角色扮演游戏。
該遊戲在1974年由一名保险公司推销员加里·吉盖克斯與友人大衛·亞耐森在美國威斯康辛州共同創造，最初由TSR公司發行。在1997年威世智收購TSR後，改由該公司發行。2008年3月4日，加里·吉盖克斯在家中去世，享年69岁，隨後在2009年4月7日，大衛‧亞耐森也辭世。
該遊戲脫胎自戰棋遊戲链甲，一般認為龍與地下城是近代桌上角色扮演游戏（TRPG）的開山始祖，對後世的各種遊戲，特別是角色扮演遊戲有非常深遠的影響。
2006年時，統計全球数据显示約有兩千萬人曾經玩過龍與地下城，創造一億美元以上的商機。是當時同類遊戲中最有名、銷量最好的一款。
該遊戲除了桌上遊戲以外也有小說、漫畫、戰棋、電玩遊戲、卡牌遊戲等各式衍生商品。

## 遊戲概覽
龍與地下城是一款有結構但結局開放（open-ended）的角色扮演遊戲。遊戲並無明確限制參與人數，通常會有3－5名玩家，以及一位主持人，稱為地下城主。遊戲大多都在室內進行，參與者們會圍坐在桌邊，因而稱為「桌上角色扮演遊戲」。
一名玩家往往只會扮演一名角色，該名角色生活在虛擬的世界設定中。玩家角色們（Player Characters，PCs）一般稱作冒險者，將組成一個團隊，每個成員運用自己的能力，為達成目標而發揮所長。在遊戲過程中，每位玩家都要決定自己角色將如何行動，並和其他角色進行互動。所謂角色互動大多由玩家以口語表達或文字的方式來呈現，此外不時也會運用到參與者的邏輯能力、基本算術和想像力。完成一場遊戲的時間不定，說完一個故事稱作一場「冒險（adventure）」，完成一場冒險通常需要玩家多次聚會，由一連串冒險所組成的長篇事件叫做「戰役（campaign）」。
玩家在遊戲中做出各種選擇造成的結果及整個遊戲故事線的走向，均由地下城主（Dungeon Master，DM），根據遊戲規則和其對規則的解讀來決定。DM負責決定並描述非玩家角色（non-player characters，NPCs）的行動、隊伍在冒險途中有何遭遇、互動發生的背景、以及玩家行動會造成何種結果。遭遇常常採取和「怪物」戰鬥的形式。在龍與地下城中，「怪物」是一種通稱，用來表示任何可能的敵人，像是動物、畸形的生物和神話生物。龍與地下城備有大量的規則來幫助DM判斷，這些規則涵蓋許多主題，如：社交互動、使用魔法、戰鬥、環境對玩家角色造成的影響。DM也可以不完全照既定的官方規則進行，而是依照個人需求修改或是重新編寫規則，這種作法通常稱作定立「家規/房規（house rule）」。
在龍與地下城的近期版本中，主要遊戲規則收錄在三本核心規則書裡：龍與地下城玩家手冊、龍與地下城城主指南、龍與地下城怪獸圖鑑。這三本書被中文玩家合稱為「三聖書」。
進行龍與地下城需要的道具只有三聖書、每個玩家角色一張角色紙（Character Sheet）、幾顆多面骰和筆。其他像是微縮模型、指示物（token）、地圖紙、卡片、擴充規則書、設計好的冒險模組和各種戰役設定書都能增加遊戲的樂趣，但是這些並非必備品。
和其他桌上遊戲最大的不同之處在於，龍與地下城的主題並不是主持人和參與玩家之間的互相競爭，而是所有參與者合力創作故事的遊戲，所以並沒有明確的「贏」或是「輸」，就算所有玩家的角色都被怪物殺死，只要全員都能從過程中獲得樂趣，仍舊算是「贏」。基於遊戲本身開放的特性，DM可以設定玩家操縱一群新的冒險者前來為之前死亡的同伴復仇，或是設定全新的故事走向，遊戲還是可以繼續進行下去。

### 遊戲機制
遊戲開始前每個玩家都要製作屬於自己的角色，並將詳細內容記錄在角色紙上。創造角色時玩家要決定的有六大属性、種族、職業、背景、阵营，根據版本不同也可能會有技能（skill）或是專長（feat）等等。
- 常见玩家種族（以第三版核心种族为例）：人類、矮人、精靈、地侏、半精靈、半獸人、半身人
- 常见玩家職業（以第三版核心职业为例）：野蠻人、吟遊詩人、牧師、德魯伊、戰士、武僧、聖武士、遊俠、盜賊、術士、法師

遊戲進行中玩家敘述角色想進行的動作，例如揮拳攻擊敵人或是開鎖，由DM來判定這些動作會有什麼結果。比較簡單的動作，例如撿起掉在地上的信，或是打開沒上鎖的門，可以當作直接成功，有失敗機率或是有風險的行為則由擲骰來判定。此時決定成功與否的要素除了擲出來的數值以外還會把角色的能力、攜帶的裝備、動作的難度等變數納入考量。
三版以後主要以20面骰來進行判定，DM設定完成某件事的難度（Difficulty class，DC）有多高，玩家擲出20面骰，骰出的數字加上角色能力、裝備等有利要素（例如專門開鎖的工具包）的修正與不利要素（比如試圖在溼滑地面上保持平衡）的影響，最後得出的數字如果高於或等於DM設定的難度就成功，反之則失敗。這種架構又叫作d20系統。

#### 六大屬性
根據版本不同人物的屬性影響部份略有不同。例如在四、五版中，人物的技能數量和智力無關。下列敘述以三版為例：

##### 力量（Strength，STR）
力量量化了人物的肌肉和身体强壮度。这项属性对战士、野蛮人、圣武士、巡林客和武僧特别重要，它能帮助他们在战斗中获胜。力量同时決定了人物负重上限。
人物的力量調整值将用于：
- 近战攻击命中骰。
- 使用近战武器或投掷武器时的伤害骰（包括投石索）。（特例：非惯用手只有人物一半的力量加值，而双手武器获得一点五倍的力量加值。而力量减值（并非力量加值）将作用在非复合弓做出的攻击上。）
- 攀爬、跳跃和游泳检定。这些技能以力量作为关键属性。
- 力量检定（如破门等）。

##### 敏捷（Dexterity，DEX）
敏捷量化了手眼协调性、灵活度、反射以及平衡性。这项属性是游荡者最重要的属性，但对那些通常穿着轻甲或中甲（巡林客和野蛮人），或不穿甲（武僧、法师和术士），以及任何想成为优秀弓箭手的人物来说，敏捷也很重要。
人物的敏捷調整值将對下列動作、技能等產生影響：
- 远程攻击命中骰，包括弓、弩、飞斧以及其他远程武器的攻击。
- 防护等级（Armor Class，AC），确保人物能对攻击做出反应。
- 反射豁免判定，你能够依靠快速的移动躲开火球术和其他一些攻击。
- 平衡、脱逃术、隐藏、潜行、开锁、骑术、手上功夫、翻滚和绳技检定。这些技能以敏捷作为关键属性。

##### 体质（Constitution，CON）
体质表示了人物的健康和耐力。体质加值能增加角色的生命点数，所以它对所有职业都很重要。
人物的体质調整值将用于：
- 每个生命骰的投掷（但体质减值永远不能使结果低于1—也就是说，人物在升级时至少能获得一点HP）。
- 强韧豁免检定，用于抵抗毒素及类似的威胁。
- 专注检定。专注是个对施法者很重要的技能，以体质为关键属性。如果人物的体质值的改变足以使其体质修正发生变化，其生命值也相应的增加或减少。

##### 智力（Intelligence，INT）
智力决定了人物学习和推理的能力。这项属性对法师非常重要，因为它决定了法师所能施放的法术数量，抵抗他们施放法术的难度，以及法术的威力。同时智力对任何想拥有多种技能的人物都很重要。
人物的智力調整值将用于：
- 游戏开始时所掌握的语言数目。
- 每等级获得的技能点数。（但人物每级至少能获得1点技能点。）
- 估价、手艺、文书解读、解除装置、伪造文书、知识、搜索以及法术辨识检定。这些技能以智力作为关键属性。法师由高智力值得到施法次数奖励。施放一个法师法术所需要的最低智力值是10+法术等级。动物的智力值为1或者2。类人生物至少为3。

##### 感知（Wisdom，WIS）
感知表现了人物的意志力、常识判断力、感知力和直觉。智力表现人物分析信息的能力，而知觉更多的表现在对周围事物的察觉和了解上。感知是牧师和德鲁依最重要的属性，对圣武士和巡林客也很重要。如果玩家希望自己的人物有敏锐的直觉，可以给人物高的感知属性。任何生物都有感知。
人物的感知調整值将用于：
- 意志豁免检定（用于对抗魅惑人类之类的法术）
- 医疗、聆听、专业、察言观色、侦察和求生。这些技能以感知作为关键属性。

牧师、德鲁伊、圣武士、巡林客由高感知值得到施法次数奖励。施放一个牧师、德鲁依、圣武士、巡林客法术所需要的最低感知值是10+法术等级。

##### 魅力（Charisma，CHA）
魅力表示人物的魄力、说服力、个人吸引力、领导能力和身体的自然魅力。这项属性对圣武士、术士和吟游诗人最重要。它对牧师也很重要，因为它影响着牧师驱退不死生物的能力。任何生物都有魅力。
人物的魅力調整值将用于：
- 唬骗、交涉、易容、收集信息、驯养动物、威吓、表演和使用魔法装置检定。这些技能以魅力作为关键属性。
- 试图影响他人的行动的检定
- 牧师和圣武士的驱散检定，用来驱散僵尸、吸血鬼及其他不死生物。

术士或吟游诗人由高魅力值得到施法次数奖励。施放一个术士或诗人法术所需要的最低魅力值是10+法术等级。

#### 九大阵营
陣營代表生物的道德看法和價值觀。陣營是可變的，隨著遊戲進行玩家的行為可能會導致角色陣營轉變。
四版時將陣營減到了五個：守序善良，善良，無陣營，邪惡和混亂邪惡。五版又回復成九大陣營，並將無法做出理性思考、分辨道德和倫理選擇的生物歸類成無陣營。
在部份版本中陣營和職業必須相符，例如聖武士必須保持守序善良，武僧為守序，德魯伊為中立，野蠻人和吟遊詩人屬於混亂陣營。若是陣營改變有可能會導致角色喪失職業特殊能力。
|      | 守序     | 中立     | 混乱     |
| 善良 | 守序善良 | 中立善良 | 混乱善良 |
| 中立 | 守序中立 | 绝对中立 | 混乱中立 |
| 邪恶 | 守序邪恶 | 中立邪恶 | 混乱邪恶 |

#### 魔法系統
龍與地下城使用的魔法系統稱為萬西安（Vancian Casting），特色為「施展後即忘記（fire and forget）」。玩家必須事先記錄角色當天記憶了哪些法術，一旦施展後，該法術即從角色的記憶中抹除，除非事前準備另一道相同的法術，否則無法再度施展。這種系統是源自於科幻小說家傑克‧萬斯（Jack Vance）的小說瀕死的地球。四版一度取消萬西安，改將全職業特殊能力統一，稱為威能（Power）系統。但五版時又回歸類似萬西安的施法機制。
遊戲中的法術分成九種類別，除了通用系（universal）以外有八種，通稱為八大學派，分別是：
- 防護系（Abjurations）
- 咒法系（Conjuration）
- 預言系（Divination）
- 附魔系（Enchantment）
- 塑能系（Evocation）
- 幻術系（Illusion）
- 死靈系（Necromancy）
- 變化系（Transmutation）

### 游戏生物
收錄於《怪獸圖鑑》、《怪獸圖鑑2》中。

### 战役设定、模组

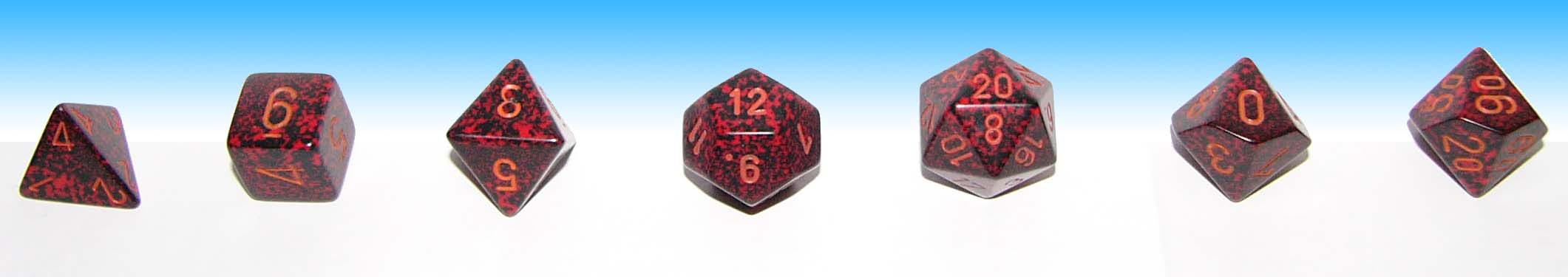
「龍與地下城」使用多面体的骰子解决随机事件的問題。由左至右：四、六、八、十二、二十及两个十面体的骰子。最右側的又叫作百分骰

模組（modules）是指預設的冒險劇本，提供給DM當作進行遊戲的範本與參考，市面上販售的模組通常會有背景故事、插圖、地圖，並設定好讓玩家去達成的目標。最早的模組是1975年黑沼（Blackmoor）擴充資料書中附的青蛙神殿（Temple of the Frog）。最早獨立出版的模組則是1978年由TSR發行的對抗巨人（Against the Giants）。
戰役設定（campaign settings）在龍與地下城中代表玩家們冒險的世界背景，當中包含許多不同的奇幻子類別，以劍與魔法為大宗，下列為歷年來較受歡迎的戰役設定：
- 灰鹰
- 被遗忘的国度
- 龙枪
- 艾伯伦（Eberron）
- 异度风景（Planescape）
- 浩劫残阳（Darksun）
- 魔域传奇（Ravenloft）
- 天赋神权（Birthright）

除了官方推出的戰役設定外，DM亦可以發揮想像力自行創作世界背景，當作遊戲進行的舞台。

### 開放遊戲授權條款與其影響
開放遊戲授權條款（Open Game License，OGL）是一種授權條款，讓桌上角色扮演遊戲的製作人可以在授權架構下修改、複製、重新發佈遊戲的部份內容，例如遊戲機制的部份。威世智於2000年在雷恩‧丹西（Ryan Dancey）主導下將龍與地下城第三版整理成系統參閱文件（System Reference Document，SRD），並將三版主架構d20系統以OGL的型式開放。這讓其他出版公司可以透過OGL出版諸如冒險模組、設定集，甚至是以d20為基底的新遊戲系統。
例如探索者角色扮演遊戲、城堡與聖戰（Castles & Crusades）、Fantasy Craft、Mutants & Masterminds、Arcana Evolved、13th Age等，都是OGL開放下的產物。
2008年威世智在發售龍與地下城四版時另外推出遊戲系統授權條款（Game System License，GSL），讓其他公司可以發行與四版相容的產品。相較於OGL，GSL的限制較多，且與OGL並不相容。
由於OGL出現，市場上一度呈現百家爭鳴的局面，也讓龍與地下城一直以來的銷量霸主地位遭受挑戰。

## 历史

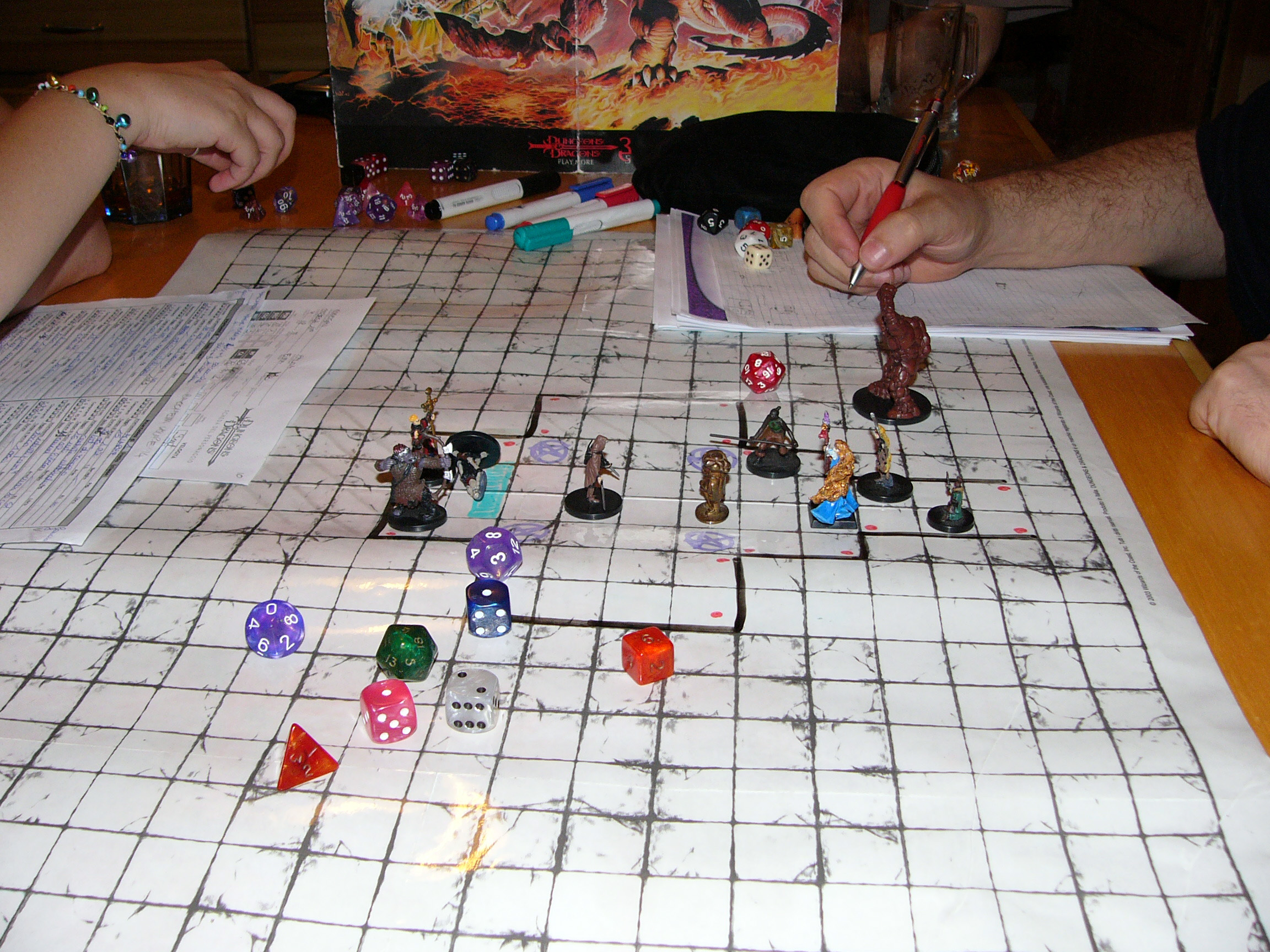
進行中的「龍與地下城」遊戲

龙与地下城在40年的发展中版本經過數次更替，其主要的版本历史如下：
- 龙与地下城，初版（Dungeons & Dragons），TSR公司出版（1974年）

初版后龙与地下城规则书开始分为两个系列：

基本版龙与地下城（Dungeons & Dragons Basic Set，又名Basic Dungeons & Dragons或Classic Dungeons & Dragons）
- 基本龙与地下城第一版（Dungeons & Dragons Basic Set 1st Version）（1977年）
- 基本龙与地下城第二版（Dungeons & Dragons Basic Set 2nd Version）（1981年）
- 基本龙与地下城第三版（Dungeons & Dragons Basic Set 3rd Version）（1983年—1986年）
- 基本龙与地下城规则全书（Dungeons & Dragons Basic Set Rules Cyclopedia）（1991年）

进阶版龙与地下城（Advanced Dungeons & Dragons）
- 进阶龙与地下城第一版（Advanced Dungeons & Dragons 1st Edition）（1977年—1979年）
- 进阶龙与地下城第二版（Advanced Dungeons & Dragons 2nd Edition）（1989年）

自1997年TSR公司被威世智收购后，龙与地下城不再分为两个系列出版。
- 龙与地下城第三版（Dungeons & Dragons 3rd Edition）（2000年）

龙与地下城3.5版（Dungeons & Dragons 3.5th Edition）（2003年）
- 龙与地下城第四版（Dungeons & Dragons 4th Edition）（2008年）

龙与地下城精华版（Dungeons & Dragons Essentials）（2010年）
- 龙与地下城第五版（Dungeons & Dragons）（2014年）[9]

2014年推出的第五版取消版號，名稱只留下「龍與地下城」，為了與其他版本作區別，一般玩家通常以「五版」或是開發時的代號「次世代（Dungeons & Dragons Next）」來當作代稱。

## 相关产品

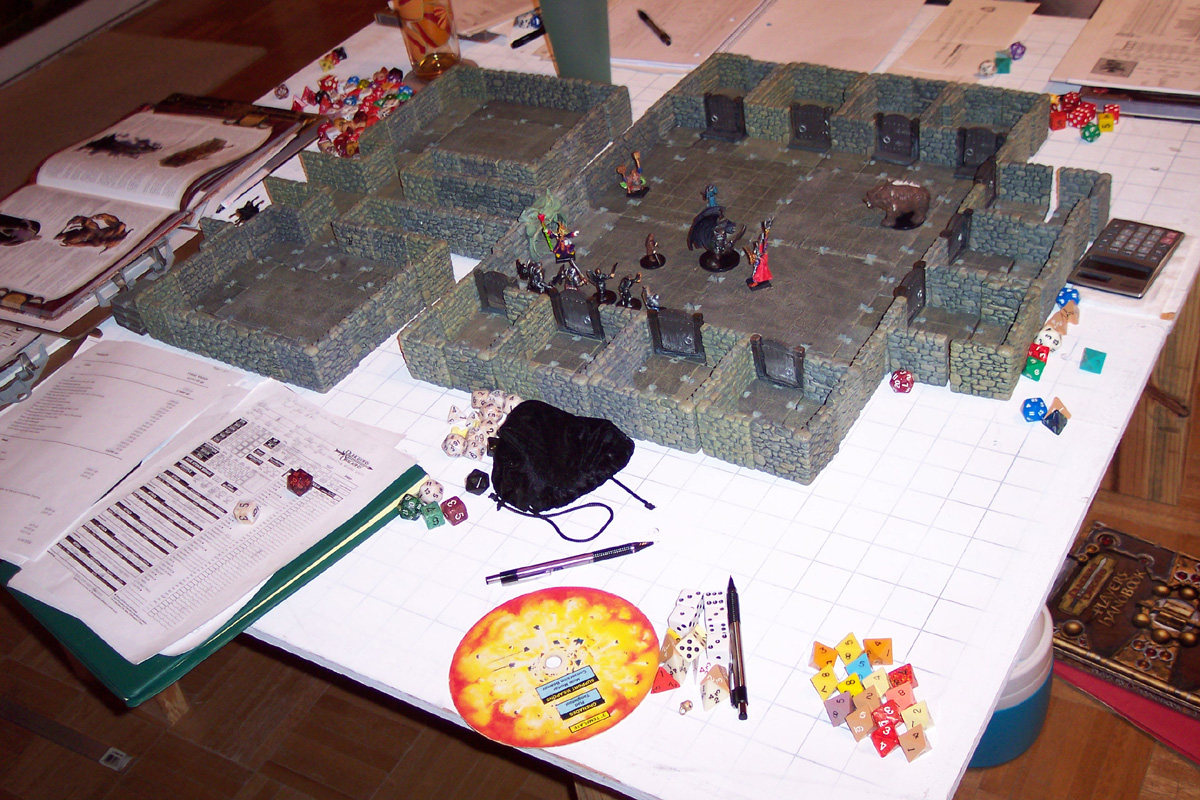
立體式的遊戲模型與場景。

### 桌上游戏（TRPG）
- D&D微缩模型
- 骰子
- 棋盘
- 人物卡/角色紙

### 官方核心规则书
- 《龙与地下城玩家手册》——基本游戏机制和創造玩家角色的資料。
- 《龙与地下城城主指南》——進行遊戲的詳細規則以及帶團相關的技巧、提示。
- 《龙与地下城怪物图鉴》——提供遊戲中各種怪物（生物）的數據資料。

此三本游戏用书稱為三宝书。通常DM需要这三本书，而普通参与者只需要《玩家手册》。

### 动画
- 亞空大作戰（1983年）
- 龙枪：秋暮之巨龙（2008年）

### 电影
- 《龙与地下城》（2000年）
- 《龙与地下城2：龙王的愤怒》（2005年）
- 《龙与地下城3：秽恶之书》（2012年）
- 《龍與地下城：盜賊榮耀》（2023年）

### 電子遊戲
建立在D&D規則上的電腦角色扮演遊戲非常多。
- 早期有SSI和TSR簽約之後所產生出來的遊戲——金盒子系列（Golden Box）。
- 1990年代最為人所知的是CAPCOM發行的街機電子遊戲的毀滅之塔與地獄神龍。
- 2000年代最為著名的有BioWare公司的柏德之門系列、絕冬城之夜，和黑島工作室的異域鎮魂曲、冰風之谷系列。

| 年代 | 中文譯名                    | 原文名稱                                         | 遊戲平台                                  | 戰役設定            | 系列                | 開發公司                             |
| ---- | --------------------------- | ------------------------------------------------ | ----------------------------------------- | ------------------- | ------------------- | ------------------------------------ |
| 1975 | 龍與地下城                  | DND                                              | PLATO                                     |                     |                     |                                      |
| 1975 | 地下城                      | Dungeon                                          | PDP-10                                    |                     |                     |                                      |
| 1980 | 龍與地下城電腦迷宮遊戲      | Dungeons & Dragons Computer Labyrinth Game       |                                           |                     |                     |                                      |
| 1981 | 龍與地下城手持版            | Dungeons & Dragons Computer Fantasy Game         |                                           |                     |                     | Mattel                               |
| 1982 | 進階龍與地下城：雲山        | Advanced Dungeons & Dragons: Cloudy Mountain     | Intellivision                             |                     |                     | Mattel                               |
| 1982 | 進階龍與地下城：塔敏的寶藏  | Advanced Dungeons & Dragons: Treasure of Tarmin  | Intellivision                             |                     |                     | Tom Loughry                          |
| 1988 | 光芒之池                    | Pool of Radiance                                 | Home computers, NES                       | 被遺忘的國度        | 光芒之池            | SSI                                  |
| 1988 | 長槍英雄                    | Heroes of the Lance                              | Home computers, NES, Master System        | 龍槍                |                     | U.S. Gold                            |
| 1989 | 青色枷鎖的詛咒              | Curse of the Azure Bonds                         | Home computers                            | 被遺忘的國度        | 光芒之池            | SSI                                  |
| 1989 | 烈焰之巨龍                  | Dragons of Flame                                 | Home computers, NES                       | 龍槍                |                     | U.S. Gold                            |
| 1989 | 赫爾司法                    | Hillsfar                                         | Home computers, NES                       | 被遺忘的國度        |                     | Westwood Studios                     |
| 1989 | 長槍之戰                    | War of the Lance                                 | Home computers                            | 龍槍                |                     | SSI                                  |
| 1990 | 銀色匕首之謎                | Secret of Silver Blades                          | Home computers                            | 被遺忘的國度        | 光芒之池            | SSI                                  |
| 1990 | 龍擊                        | DragonStrike                                     | Home computers, NES                       | 龍槍                |                     | Westwood Studios                     |
| 1990 | 克萊恩英豪                  | Champions of Krynn                               | Home computers                            | 龍槍                |                     | SSI                                  |
| 1991 | 魔眼殺機                    | Eye of the Beholder                              | Home computers, Mega-CD, SNES, GBA, Amiga | 被遺忘的國度        | 魔眼殺機            | Westwood Studios                     |
| 1991 | 魔眼殺機 2：隱月傳奇        | Eye of the Beholder II: Legend of Darkmoon       | Home computers, Amiga                     | 被遺忘的國度        | 魔眼殺機            | Westwood Studios                     |
| 1991 | 幻影法師                    | Shadow Sorcerer                                  | Home computers                            | 龍槍                |                     | U.S. Gold                            |
| 1991 | 黑暗之池                    | Pools of Darkness                                | Home computers                            | 被遺忘的國度        |                     | SSI                                  |
| 1991 | 克萊恩死亡騎士              | Death Knights of Krynn                           | Home computers                            | 龍槍                |                     | SSI                                  |
| 1991 | 絕冬城之夜                  | Neverwinter Nights (MMORPG)                      | Home computers                            | 被遺忘的國度        | 絕冬城之夜          | AOL, Stormfront Studios, SSI         |
| 1991 | 異域之門                    | gateway to the savage frontier                   | Home computers                            | 被遺忘的國度        | 異域                | Stormfront Studios                   |
| 1992 | 鷹勳章                      | Order of the Griffon                             | TurboGrafx-16                             | 空谷世界（Mystara） |                     | Westwood Studios                     |
| 1992 | 恆星戰士                    | Warriors of The Eternal Sun                      | Sega Mega Drive                           | 空谷世界（Mystara） |                     | Westwood Studios                     |
| 1992 | 克萊恩暗黑女王              | The Dark Queen of Krynnr                         | Home computers                            | 龍槍                |                     | SSI                                  |
| 1992 | 異域寶藏                    | Treasures of the Savage Frontier                 | MS-DOS, Amiga                             | 被遺忘的國度        | 異域                | Stormfront Studios                   |
| 1992 | 魔法船：海盜                | Spelljammer: Pirates of Realmspace               | MS-DOS                                    | 魔法船              |                     | Cybertech Systems                    |
| 1993 | 魔眼殺機 3：血戰札諾爾      | Eye of the Beholder III: Assault on Myth Drannor | MS-DOS, Amiga, Mega-CD, SNES              | 被遺忘的國度        | 魔眼殺機            | SSi                                  |
| 1993 | 幻想帝國                    | Fantasy Empires                                  | MS-DOS                                    | 空谷世界（Mystara） |                     | Silicon Knights                      |
| 1993 | 被遺忘的國度：無限冒險      | Forgotten Realms: Unlimited Adventures           | MS-DOS, Mac                               | 被遺忘的國度        |                     | MicroMagic, Inc.                     |
| 1993 | 浩劫殘陽：破碎大地          | Dark Sun: Shattered Lands                        | MS-DOS                                    | 浩劫殘陽            | 浩劫殘陽            | SSI                                  |
| 1993 | 要塞                        | Stronghold                                       | MS-DOS                                    | 無具體設定          |                     | Stormfront Studios                   |
| 1993 | 地下城戰士                  | Dungeon Hack                                     | MS-DOS                                    | 被遺忘的國度        |                     | DreamForge Intertainment             |
| 1993 | 毀滅之塔                    | Dungeons & Dragons: Tower of Doom                | Arcade, Sega Saturn                       | 空谷世界（Mystara） | 空谷世界（Mystara） | Capcom                               |
| 1994 | 浩劫殘陽：毀滅者甦醒        | Dark Sun:Wake of the Ravager                     | MS-DOS                                    | 浩劫殘陽            | 浩劫殘陽            | SSI                                  |
| 1994 | 殺人者                      | Slayer                                           | 3DO                                       | 無具體設定          |                     | Lion Entertainment                   |
| 1994 | 魔域傳奇：神聖之符          | Ravenloft: Strahd's Possession                   | MS-DOS                                    | 魔域傳奇            | 魔域傳奇            | DreamForge Intertainment             |
| 1994 | 阿拉丁傳奇：精靈的詛咒      | Al-Qadim: The Genie's Curse                      | MS-DOS                                    | 阿拉丁傳奇          |                     | Cyberlore Studios                    |
| 1994 | 魔索布萊                    | Menzoberranzan                                   | MS-DOS                                    | 被遺忘的國度        |                     | DreamForge Intertainment             |
| 1995 | 魔域傳奇：石之預言者        | Ravenloft: Stone Prophet                         | MS-DOS                                    | 魔域傳奇            | 魔域傳奇            | DreamForge Intertainment             |
| 1996 | 死亡守護者                  | DeathKeep                                        | Windows, 3DO                              | 無具體設定          |                     | Lion Entertainment                   |
| 1996 | 浩劫殘陽在線：猩紅之沙      | Dark Sun Online: Crimson Sands                   | Windows                                   | 浩劫殘陽            |                     | SSI                                  |
| 1996 | 血與魔法                    | Blood & Magic                                    | Windows                                   | 被遺忘的國度        |                     | Tachyon Studios                      |
| 1996 | 天賦神權：蛇女同盟          | Birthright: The Gorgon's Alliance                | Windows                                   | 天賦神權            |                     | Synergistic Software                 |
| 1996 | 地獄神龍                    | Dungeons & Dragons: Shadow over Mystara          | Arcade, Sega Saturn                       | 空谷世界（Mystara） | 空谷世界（Mystara） | Capcom                               |
| 1997 | 鐵與血：魔域戰士            | Iron & Blood: Warriors of Ravenloft              | Windows, PlayStation                      | 魔域傳奇            |                     | Take 2 Interactive                   |
| 1997 | 天翻地覆                    | Descent to Undermountain                         | Windows                                   | 被遺忘的國度        |                     | Interplay                            |
| 1998 | 柏德之門                    | Baldur's Gate                                    | Windows, Mac                              | 被遺忘的國度        | 柏德之門            | BioWare                              |
| 1999 | 柏德之門：劍灣傳奇          | Baldur's Gate: Tales of the Sword Coast          | Windows, Mac                              | 被遺忘的國度        | 柏德之門            | BioWare                              |
| 1999 | 異域鎮魂曲                  | Planescape:Torment                               | Windows                                   | 異度風景            |                     | Black Isle Studios                   |
| 2000 | 冰風之谷                    | Icewind Dale                                     | Windows                                   | 被遺忘的國度        | 冰風之谷            | Black Isle Studios                   |
| 2000 | 柏德之門II：安姆疑雲        | Baldur's Gate 2：Shadows of Anm                  | Windows, Mac                              | 被遺忘的國度        | 柏德之門            | BioWare                              |
| 2001 | 冰風之谷：寒冬之心          | Icewind Dale: Heart of Winter                    | Windows                                   | 被遺忘的國度        | 冰風之谷            | Black Isle Studios                   |
| 2001 | 柏德之門 2：邪神霸權        | Baldure's Gate 2：Throne of Bhaal                | Windows, Mac                              | 被遺忘的國度        | 柏德之門            | BioWare                              |
| 2001 | 光芒之池：迷思卓諾遺跡      | Pool of Radiance: Ruins of Myth Drannor          | Windows, Mac                              | 被遺忘的國度        | 光芒之池            | Stormfront Studios                   |
| 2001 | 柏德之門：黑暗聯盟          | Baldur's Gate: Dark Alliance                     | PS2, Xbox, GameCube, GBA                  | 被遺忘的國度        | 黑暗聯盟            | Snowblind Studios                    |
| 2002 | 絕冬城之夜                  | Neverwinter Nights                               | Windows, Mac, Linux                       | 被遺忘的國度        | 絕冬城之夜          | BioWare                              |
| 2002 | 冰風之谷II                  | Icewind Dale II                                  | Windows                                   | 被遺忘的國度        | 冰風之谷            | Black Isle Studios                   |
| 2002 | 魔眼殺機(GBA版)             | Dungeons & Dragons: Eye of the Beholder          | GBA                                       | 被遺忘的國度        |                     | Pronto Games                         |
| 2003 | 絕冬城之夜：黯影之心        | Neverwinter Nights：Shadow of Undrentide         | Windows, Mac, Linux                       | 被遺忘的國度        | 絕冬城之夜          | BioWare                              |
| 2003 | 龍與地下城：英雄            | Dungeons & Dragons: Heroes                       | Xbox                                      | 灰鷹                |                     | Atari Hunt Valley Development Studio |
| 2003 | 邪惡元素神殿                | The Temple of Elemental Evil                     | Windows                                   | 灰鷹                |                     | Troika Games                         |
| 2003 | 絕冬城之夜：黯影謎咒        | Neverwinter Nights：Hordes of the Underdark      | Windows, Mac, Linux                       | 被遺忘的國度        | 絕冬城之夜          | Floodgate Entertainment              |
| 2004 | 柏德之門：黑暗聯盟2         | Baldur's Gate: Dark Alliance II                  | PS2, Xbox                                 | 被遺忘的國度        | 黑暗聯盟            | Black Isle Studios                   |
| 2004 | 被遺忘的國度：惡魔之石      | Forgotten Realms: Demon Stone                    | Windows, PS2, Xbox                        | 被遺忘的國度        |                     | Stormfront Studios                   |
| 2004 | 絕冬城之夜：手機版          | Neverwinter Nights: Mobile                       | Mobile phone                              | 被遺忘的國度        | 絕冬城之夜          | Floodgate Entertainment              |
| 2004 | 絕冬城之夜：陰影守衛        | Neverwinter Nights: ShadowGuard                  | Windows, Mac, Linux                       | 被遺忘的國度        | 絕冬城之夜          | Floodgate Entertainment              |
| 2004 | 絕冬城之夜：女巫覺醒        | Neverwinter Nights: Witch's Wake                 | Windows, Mac, Linux                       | 被遺忘的國度        | 絕冬城之夜          | BioWare                              |
| 2004 | 絕冬城之夜：國王密令        | Neverwinter Nights: Kingmaker                    | Windows, Mac, Linux                       | 被遺忘的國度        | 絕冬城之夜          | BioWare                              |
| 2005 | 龍與地下城：龍晶            | Dungeons & Dragons: Dragonshard                  | Windows                                   | 艾伯倫              |                     | Liquid Entertainment                 |
| 2005 | 絕冬城之夜：劍灣海盜        | Neverwinter Nights: Pirates of the Sword Coast   | Windows, Mac, Linux                       | 被遺忘的國度        | 絕冬城之夜          | BioWare                              |
| 2006 | 龍與地下城 Online：風暴來臨 | Dungeons & Dragons Online: Stormreach            | Windows                                   | 艾伯倫              |                     | Turbine Inc.                         |
| 2006 | 絕冬城之夜：無盡地城        | Neverwinter Nights: Infinite Dungeons            | Windows, Mac, Linux                       | 被遺忘的國度        | 絕冬城之夜          | BioWare                              |
| 2006 | 絕冬城之夜：飛龍之冠        | Neverwinter Nights: Wyvern Crown of Cormyr       | Windows, Mac, Linux                       | 被遺忘的國度        | 絕冬城之夜          | BioWare                              |
| 2006 | 絕冬城之夜 2                | Neverwinter Nights 2                             | Windows                                   | 被遺忘的國度        | 絕冬城之夜          | Obsidian Entertainment               |
| 2006 | 龍與地下城：戰略版          | Dungeons & Dragons Tactics                       | PSP                                       | 灰鷹                |                     | Kuju Entertainment                   |
| 2007 | 絕冬城之夜 2：背叛者的面具  | The Mask of Betrayer                             | Windows                                   | 被遺忘的國度        | 絕冬城之夜          | Obsidian Entertainment               |
| 2008 | 絕冬城之夜 2：邪神降臨      | Storm of Zehir                                   | Windows                                   | 被遺忘的國度        | 絕冬城之夜          | Obsidian Entertainment               |
| 2009 | 絕冬城之夜 2：西門城的秘密  | Mysteries of Westgate                            | Windows                                   | 被遺忘的國度        | 絕冬城之夜          | Ossian Studios                       |
| 2011 | 龍與地下城：匕首谷          | Dungeons & Dragons: Daggerdale                   | PS3, Xbox 360, Windows                    | 被遺忘的國度        |                     | Bedlam Games                         |
| 2012 | 柏德之門：加強版            | Baldur's Gate: Enhanced Edition                  | iOS, Android, Mac, Windows, Linux         | 被遺忘的國度        | 柏德之門            | Overhaul Games                       |
| 2013 | 龍與地下城：競技場之戰      | Dungeons & Dragons: Arena of War                 | iOS, Android                              | 被遺忘的國度        |                     | DeNA                                 |
| 2012 | 柏德之門 2：加強版          | Baldur's Gate II: Enhanced Edition'              | iOS, Android, Mac, Windows, Linux         | 被遺忘的國度        | 柏德之門            | Overhaul Games                       |
| 2013 | 无冬OL                      | Neverwinter                                      | Windows, Xbox One,PS4                     | 被遺忘的國度        | 絕冬城之夜          | Cryptic Studios                      |
| 2014 | 深水城領主                  | Lords of Waterdeep                               | iOS                                       | 被遺忘的國度        |                     | Playdek                              |
| 2014 | 冰風之谷：加強版            | Icewind Dale: Enhanced Edition                   | iOS, Android, Mac, Windows, Linux         | 被遺忘的國度        | 冰風之谷            | Overhaul Games                       |
| 2015 | 劍灣傳奇                    | Sword Coast Legends                              | Windows, OS X, Linux, PS4, Xbox One       | 被遺忘的國度        |                     | N-Space,Digital Extremes             |
| 2017 | 低魔时代                    | Low Magic Age                                    | Windows                                   |                     |                     | Low Magic Studio                     |
| 2017 | 異域鎮魂曲：加強版          | Planescape: Torment: Enhanced Edition            | Windows, Mac                              | 異度風景            |                     | Beamdog                              |
| 2018 | 无冬之夜：加強版            | Neverwinter Nights: Enhanced Edition             | Windows, Mac                              | 被遺忘的國度        |                     | Beamdog                              |
| 2020 | 柏德之門III（抢先体验版）   | Baldur's Gate III (Early Access)                 | Windows                                   | 被遺忘的國度        | 柏德之門            | Larian Studios                       |
| 2021 | 索拉斯塔：法师之冠          | Solasta: Crown of the Magister                   | Windows, Mac, Xbox One, Xbox Series X/S   |                     |                     | Tactical Adventures                  |
| 2023 | 博德之门III                 | Baldur's Gate III                                | Windows, Mac, PS5                         | 被遺忘的國度        | 柏德之門            | Larian Studios                       |
| 2023 | 龙息：神寂                  | Dragonheir: Silent Gods                          | iOS, Android, Windows, Mac                |                     |                     | SGRA Studio                          |
| 2024 | 越来越黑暗                  | Dark and Darker                                  | Windows, Mac                              |                     |                     | IRONMACE                             |
| 2025 | 无冬之夜2：加強版           | Neverwinter Nights 2: Enhanced Edition           | Windows, Mac                              | 被遺忘的國度        |                     | Aspyr Media                          |

## 外部連結
- 「龍與地下城」官方網站 （页面存档备份，存于）（英文）